# 汪氏住宅
汪氏住宅位于安徽绩溪县瀛洲镇汪村南观自然村，是晚清南观首富汪老永的住宅，建于清光绪年间，包括门厅、庭院、影壁、主楼、书斋、水厅，总面积326平方米，其中主楼面阔三间、进深七间，建筑面积为238平方米。雕刻华丽精美。文化大革命期间，砖雕画面涂以红泥、白灰和领袖语录，得以躲过劫难，保存完好。
1998年5月4日，汪氏住宅公布为第四批安徽省文物保护单位，批准文号皖政【1998】16号。